# Калумбу
Калу́мбу (англ. Kalumbu) — традиційна громада у складі дистрикту Лілонгве Центрального регіону Малаві.
Населення — 68527 осіб (2018).